# Список умерших в 920 году
В этой статье представлен список известных людей, умерших в 920 году.
См. также: Категория:Умершие в 920 году

## Май
- 16 мая — Стефан Льежский — епископ Льежа (901—920), агиограф и автор церковной музыки

## Июнь
- 17 июня — Ян Лунянь[англ.] — правитель Царства У (908—920) Эпохи пяти династий и десяти царств

## Точная дата смерти неизвестна
- Абдалла Микали[англ.] — иранский государственный деятель на службе Саффаридов и Аббасидов
- Абу Саид аль-Янади[англ.] — арабский учёный
- Ахмад ибн Саль ибн Хашим[англ.] — иранский государственный деятель на службе Саффаридов и Саманидов, умер в тюрьме в Бухаре
- Брахмапала[англ.] — царь Камарупы (900—920), основатель династии Пала
- Георгиос I[англ.] — правитель Мукурры (860—920)
- Клидог ап Каделл — правитель Сейсиллуга (911—920).
- Раджашекхара — индийский поэт.
- Рамон I — первый суверенный граф Пальярса и Рибагорсы (872—920), основатель Пальярсской династии
- Сигард — граф Эно (898—920)
- Харумити-но Цураки — японский вака-поэт периода Хэйан
- Эльфледа Уэссекская — вторая жена короля англосаксов Эдуарда Старшего.
- Эрменгильдо Гутьеррес — первый граф Коимбры (878—911/920), возможно, граф Португалии и Туя (895 — не ранее 899), родоначальник дома Мендес (Менендес)